# Ceratina auriviridis
Ceratina auriviridis là một loài Hymenoptera trong họ Apidae. Loài này được H. S. Smith mô tả khoa học năm 1907.